# Yves Baudrier
Yves Baudrier (Parigi, 11 febbraio 1906 – Parigi, 9 novembre 1988) è stato un compositore francese.
Baudrier iniziò gli studi di diritto e filosofia prima di diventare allievo dell'organista Georges Loth. Nel 1936 fondò con Daniel Lesur, André Jolivet e Olivier Messiaen il gruppo della Jeune France, del quale fu teorico e portavoce. Nel 1945 fondò l'Institut des Hautes Études Cinématographiques, nel quale egli insegnò fino al 1965. Accanto a numerose colonne sonore egli compose poemi sinfonici, una sinfonia, cantate, musica da camera, e lieder. Infine scrisse diverse opere di teoria musicale.

## Opere
- Raz de Sein, Poema sinfonico, 1936
- La Dame à la licorne per pianoforte, 1937
- Eleonora, suite sinfonica da una poesia di Edgar Allan Poe, 1938
- Agnus Dei per coro e organo, 1938
- Le grand voilier, poema sinfonico, 1939
- 2 poèmes de Tristan Corbière, 1944
- Primo quartetto d'archi, 1944
- La Bataille du rail, colonna sonora al film per la regia di René Clément, 1945
- Les maudits, colonna sonora al film per la regia di René Clément, 1945
- Sinfonie, 1945
- 2 poèmes de Jean Noir, 1946
- Château de verre, colonna sonora al film per la regia di René Clément, 1950
- L'Homme qui revient de loin, colonna sonora al film per la regia di Jean Castanier, 1950
- Cantate de la Pentecôte, 1952
- Prélude à quelque sortilège, 1953
- Le monde du silence, colonna sonora al film per la regia di Jacques-Yves Cousteau e Louis Malle, 1956
- Secondo quartetto d'archi; «Autour de Mallarmé», 1961
- Le musicien dans la cité, Filmpoem, 1967
- Treize histoires liées par un fil de flûte, balletto, 1967

## Saggi
- Cinéma et musique, 1953
- Les Signes du visible et de l'audible
- L'intelligence et la musique